# Les ribes del Marne
Les ribes del Marne (francès: Les Bords de Marne) és una pintura a l'oli sobre llenç realitzada entre 1888 i 1890 pel pintor francès Paul Cézanne. Es conserva en l'Ermitage de Sant Petersburg.
Cézanne solia anar al camp, on podia trobar la inspiració i els temes per a les seves obres. La pintura representa una casa de camp, al llarg de la ribera del Marne, el riu que corre a través de l'Illa de França.
El pintor Albert Gleizes té una obra amb el mateix tema.